# Agustí Ferrer i Gasol
Agustí Ferrer i Gasol   (Berga, 1 de juliol de 1943 - Berga, 29 de març de 2019) va ser un polític i articulista del diari Regió7. Fou alcalde de Berga entre els anys 1987 i 1991, governant amb Alternativa Berguedana Independent i el suport del PSC, liderat per Ramon Camps. Va morir a causa dun càncer. Era germà del pintor Joan Ferrer i Gasol.
En acabar la legislatura com a batlle, va dir que la política no era el seu món i va deixar d'estar-hi involucrat. Amant de la ciutat, va participar en diverses institucions berguedanes i va publicar un llibre titulat La taula amiga, que ell mateix definia no com un llibre de receptes sinó de sobretaula.